# Martin Zeiller
Pour les articles homonymes, voir Zeiler.
 Martin Zeiller (Ranten, 17 avril 1589-Ulm, 6 octobre 1661) est un théologien protestant allemand. 

## Biographie
Il étudie à Ulm et a des emplois en relation avec la jurisprudence et l'histoire. Il écrit plus de 90 livres et est le classique prototype du penseur baroque.

## Œuvres
- (Trad.) François de Rosset: Theatrum tragicum ... in die Teutsche Sprache transferirt durch M. Zeiller, hg. Martin Opitz.  Danzig 1640 u.ö. (25 Auflagen sind bekannt)
- Fidus achates, oder Getreuer Reisgefert.  Ulm 1651
- Historici, chronologici et geographi ... quo vixerunt, et operibus ... scripserunt.  2 Bde. Ulm 1652
- 100 Dialogi oder Gespräch von unterschiedlichen Sachen.  Ulm 1653
- Handbuch von allerley nutzlichen Erinerungen.  2 Bde. Ulm 1655
- Topographia Galliæ, par Mart. Zeillerum (Francfort, 1655, 13 tom. in-fol., fig.) ;
- Topographia Helvetiae confoederatae, cum iconismis provinciarum generalibus, nec non urbium, pagorum, castellorum, fortalitiorum, etc., specialibus aeri incisis, Francofurti : in officina haeredum M. Meriani, 1655.

## Sources
- (de) « Publications de et sur Martin Zeiller », dans le catalogue en ligne de la Bibliothèque nationale allemande (DNB).
- Les illustrations et les textes de Topographia Helvetiae, Rhaetiae et Valesiae de Matthaeus Merian et Martin Zeiller en ligne dans VIATIMAGES.
- Ulrich Gaier u.a. (Hrsg.): Schwabenspiegel, Bd. 1, Ulm 2003, S. 496 (Autorenlexikon)
- Walter Brunner: Martin Zeiller (1589-1661) - Ein Gelehrtenleben.  Graz 1990
- Walther Killy: „Literaturlexikon: Autoren und Werke deutscher Sprache“. (15 Bände) Gütersloh; München: Bertelsmann-Lexikon-Verl. 1988-1991 (CD-ROM Berlin 1998  (ISBN 3-932544-13-7))
- (de) Max von Waldberg, « Zeiller, Martin », dans Allgemeine Deutsche Biographie (ADB), vol. 44, Leipzig, Duncker & Humblot, 1898, p. 782-784